# Settore equatoriale Sisson

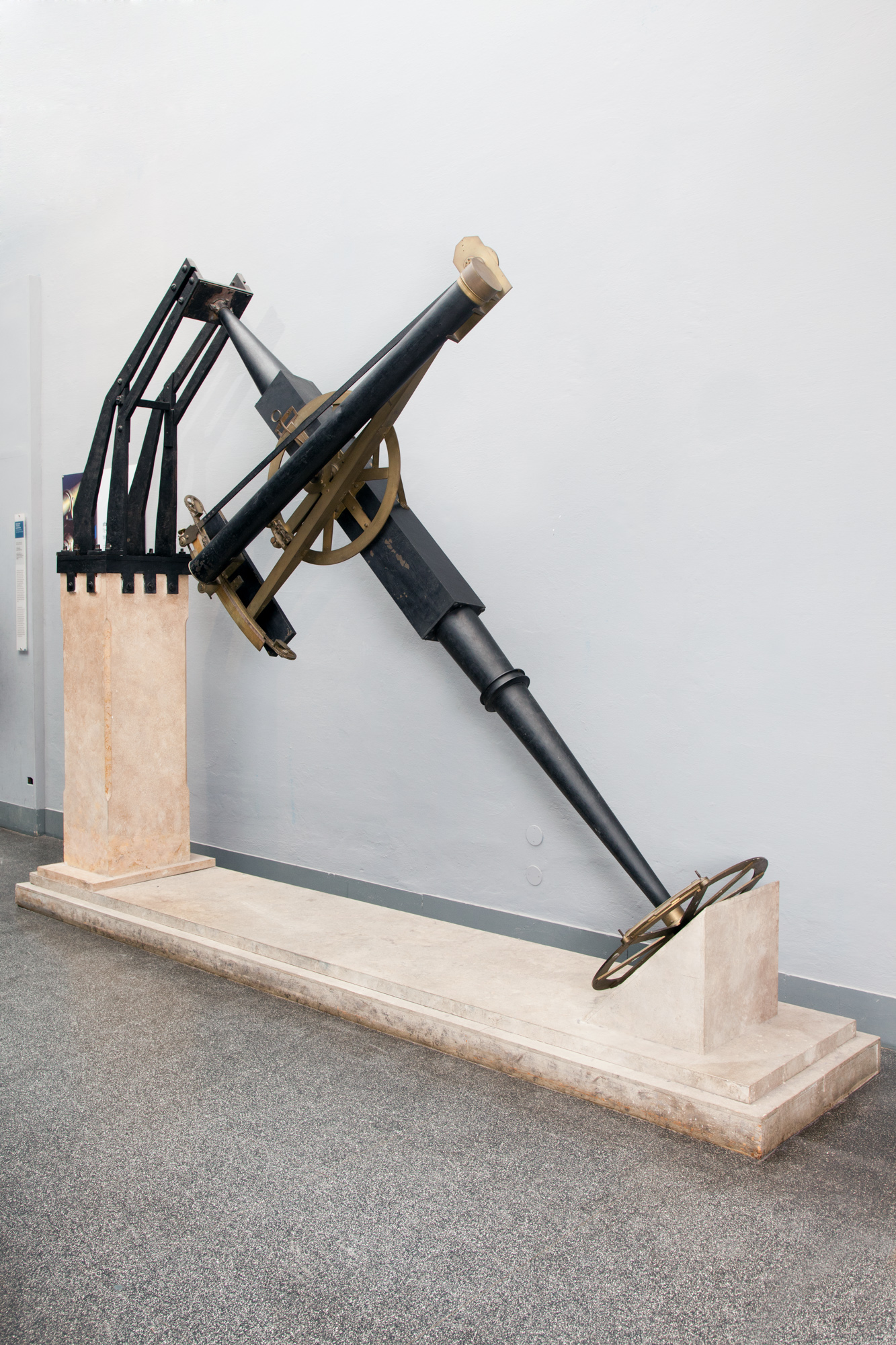
Il Settore equatoriale Sisson esposto al Museo nazionale della scienza e della tecnologia Leonardo da Vinci di Milano

Il Settore equatoriale Sisson è un telescopio rifrattore, storico strumento di osservazione astronomica conservato presso il Museo nazionale della scienza e della tecnologia Leonardo da Vinci di Milano. Fu costruito nel 1774 da Jeremiah Sisson e installato nella Specola dell'Osservatorio astronomico di Brera.

## Storia
Il settore equatoriale fu costruito a Londra da Jeremiah Sisson nel 1774 con la supervisione di Nevil Maskelyne, astronomo reale dell'osservatorio di Greenwich, arrivò a Brera nel 1775. L'anno prima padre La Grange s'era interessato presso Maskelyne per l'eventuale acquisto di strumenti inglesi per la specola milanese. Egli era attratto in particolare dai quadranti murali e dai settori equatoriali. Maskelyne suggerì il nome di Sisson e si offrì per seguire di persona i lavori di costruzione, convincendo La Grange a tralasciare la ditta di Bird cui all'inizio aveva pensato di rivolgersi.
I prezzi dei Sisson superavano di molto quelli dei Bird e La Grange dovette rinunciare all'acquisto di uno dei due strumenti; scelse così il solo settore equatoriale e versò un anticipo di 90 sterline, pari a circa la metà del costo complessivo, e informò il governatore Firmian citandogli quanto saputo da Maskelyne riguardo alla bontà e la disponibilità del costruttore Sisson che vantava il pregio "d'être beaucoup plus disposé à ecouter conseil et à se laisser guider par un astronome". Il settore fu quindi installato nella torre Nord-Est della Specola.
Questo settore equatoriale ebbe vita lunga e feconda per osservazioni di ogni tipo: planetarie, delle comete, delle occultazioni, delle macchie solari al fine di misurare la velocità di rotazione del Sole. Kreil e Stambucchi vi eseguirono una lunga serie di accurate misure delle librazioni lunari tra il 1831 e il 1834. Anche il pianeta Urano fu osservato con interesse, in particolare da Barnaba Oriani, che ne stabilì l'orbita, subito dopo la scoperta del 1781 fatta da William Herschel. Per un secolo fu in effetti l'unico strumento equatoriale disponibile a Brera. Venne usato anche da Schiaparelli per seguire la cometa del 1862 (la 1862 II) e fu con esso che il 29 aprile del 1861 egli scoprì l'asteroide 69 Hesperia, osservato già il giorno 26 ma non riconosciuto come tale.
Con il tempo, alcune parti dello strumento sono andate disperse; fra queste i contrappesi, la lente obiettiva e gli accessori più importanti quali il telescopio cercatore, gli oculari, i micrometri, la lente del nonio.
Lo strumento è conservato presso il Museo nazionale della scienza e della tecnologia Leonardo da Vinci di Milano dove è esposto nella sezione Astronomia e Spazio.

## Descrizione

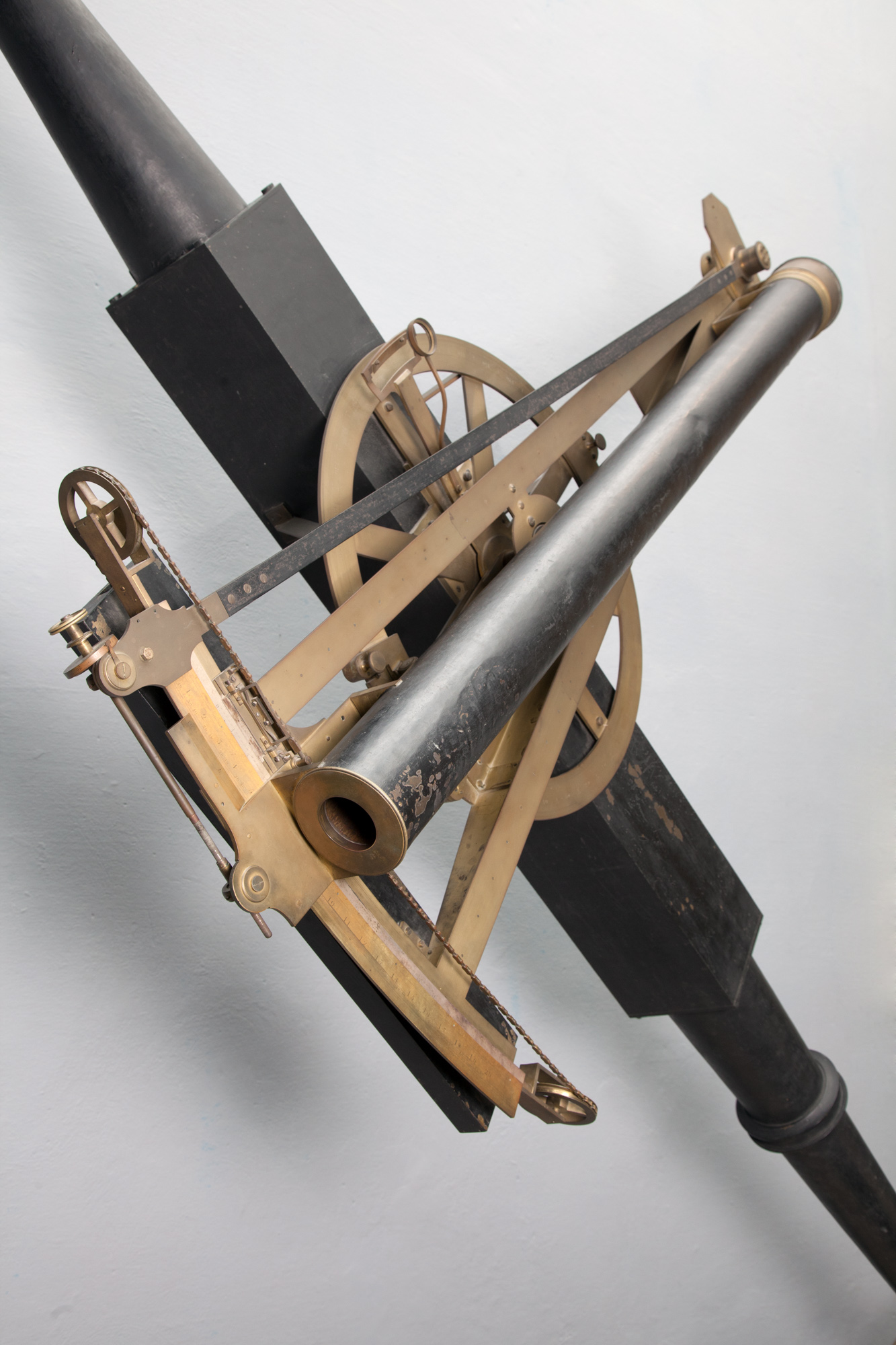
Il Settore equatoriale Sisson esposto al Museo nazionale della scienza e della tecnologia Leonardo da Vinci di Milano

Lo strumento reca incisa la scritta Sisson London 1774. Il cannocchiale è montato all'inglese, su montatura equatoriale a due appoggi con regolazioni micrometriche per la messa in stazione. L'asse di ascensione retta si compone di tre parti, come in uso a quell'epoca: alla parte centrale a parallelepipedo sono unite le due estremità coniche. La sezione centrale monta il cerchio graduato di declinazione di 63 cm di diametro il cui lembo è suddiviso in intervalli di 20 primi d'arco, numerato da 0º a 180º su ambo le semicirconferenze. Il cerchio di ascensione retta è simile al primo ma collocato all'estremità inferiore dell'asse orario, il suo lembo è diviso in intervalli di un minuto e il nonio permette di discernere i 5 secondi. Sono questi i cerchi per le letture approssimate. Le letture fini si eseguono sul grande settore di cerchio ampio 21º e di raggio 152 cm, che dà il nome allo strumento, sul cui lembo suddiviso in intervalli di 10 primi d'arco scorre il nonio che consente di discernere il primo d'arco; la manopola della vite per i movimenti micrometrici è un nonio a tamburo che permette di raggiungere il secondo d'arco. In seguito Francesco Carlini fece apporre a lato del lembo una nuova scala graduata in argento finemente incisa con suddivisioni ampie due primi, il cui nonio permette di discernere i 4 secondi d'arco. Come di consueto un sistema di contrappesi annulla le flessioni del tubo. L'insieme è tuttavia poco stabile e il tocco delle manopole di regolazione micrometrica induce tremolii assai fastidiosi, di cui ebbero a lamentarsi sia Kreil sia Schiaparelli che scrisse "allorché si vuole usare la vite micrometrica trema tutta la macchina e si perde la fiducia nelle fatte osservazioni".
Il cannocchiale ha 10 cm di apertura e 153 cm di focale e dispone di due oculari, di un cercatore e di un micrometro filare a quattro fili e lamelle mobili, in seguito sostituito con altro a cinque fili. Nel 1885 Carlini fece sostituire la lente obiettiva con una lavorata da Georg Simon Plössl e pagata 440 fiorini.